# Sandmarks klobben
Sandmarks klobben är en ö i Finland. Den ligger i Norra Östersjön och i kommunen Kimitoön i den ekonomiska regionen  Åboland i landskapet Egentliga Finland, i den sydvästra delen av landet. Ön ligger omkring 78 kilometer söder om Åbo och omkring 150 kilometer väster om Helsingfors.
Öns area är 0,4 hektar och dess största längd är 90 meter i sydöst-nordvästlig riktning.